# Återupplevande

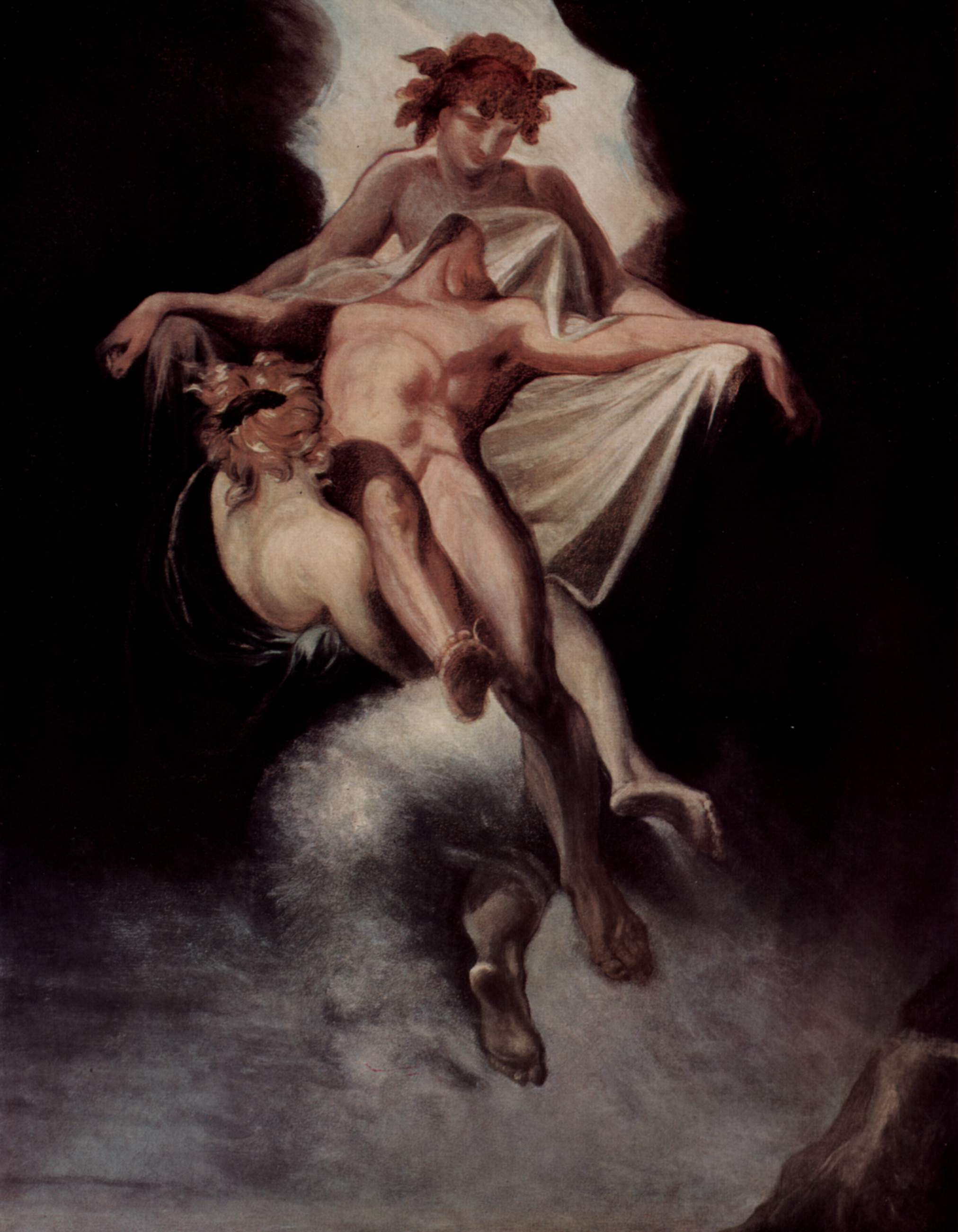
Återupplevande sker ofta genom mardrömmar.
Johann Heinrich Füssli, "Sarpedon förs av Hypnos och Thanatos till Lykien".

Återupplevande är ett kognitivt symtom på traumatisering, som innebär att personen som lider av det ofrivilligt påminns om traumat, minnesbilder uppkommer när det är oönskat och är plågsamma.
Återupplevande kan ske efter en enskild traumatisk upplevelse, efter en serie av traumatiska upplevelser och efter kronisk stress. Andra psykiska traumareaktioner innefattar undvikande, förhöjd vaksamhet och dissociation.[källa behövs]
Sådana trauman kan leda akut stressreaktion, PTSD eller komplex PTSD.

## Symptom
Det är vanligt med återupplevande i form av mardrömmar, dagdrömmar eller genom opåkallade och påträngande minnesbilder i samband med insomnandet (episodiska minnen). Dessa påträngande minnen är ofta stereotypa; samma händelse eller samma aspekt av händelsen återkommer. Minnena är som regel utan kontext, och saknar ett före och efter. Starka, påträngande minnesbilder kan innefatta återkallande av samtliga sinnen, och kallas flashbacks. Om minnesbilderna blir mycket påtagliga (upplevs som verkliga sinnesintryck) har det övergått till hallucinationer, och är ett tecken på hysterisk psykos. 
Dessa återupplevanden har också en känslomässig aspekt; personen återupplever känslorna under traumat, detta eftersom minnena sällan upplevs som tillhörande det förflutna; tidsupplevelsen luckras upp under återupplevandet och personen kan i allvarliga fall tro att den förflutna upplevelsen händer just nu. Det är därför vanligt att återupplevandet innehåller sorgereaktioner, ångest och upphetsning. Med dessa reaktioner följer ofta fysiska symptom, till exempel svettning, palpitationer, gråt, psykomotorisk agitation eller transtillstånd.
Hos barn är det vanligt att återupplevandet sker i form av lekar och teckningar, eller genom hang ups i samtal. Barn som traumatiseras är oftare än vuxna benägna att reagera med amnesi, att bli känslomässigt avtrubbade ("bepansrade jag") och att vara överspända.
Återupplevande inträffar framför allt när den traumatiserade personen blir påmind om traumat, till exempel av ett TV-program. Vad som triggar igång återupplevandet måste inte ha en objektiv relevans, utan representerar den traumatiserade personens sinnesupplevelser. Vid påminnelser av traumat kan personen återuppleva händelsen i högre grad på ett känslomässigt sätt än genom aktiva minnesbilder; att återuppleva traumat med påträngande minnesbilder är vanligare bland personer som traumatiserats i vuxen ålder än bland barn.[källa behövs]
Ett mer komplext mönster av återupplevande sker vid upprepningstvång, som innebär att personen försätter sig i liknande situationer igen som traumat inträffade i, vilket ökar risken för reviktimisering. Syftet med upprepningstvång är enligt psykoanalytisk teori att utagera olösta psykiska konflikter. Vid komplicerade former av återupplevande kan personen identifiera sig med förövaren (om det finns någon).[källa behövs]

## Innehåll

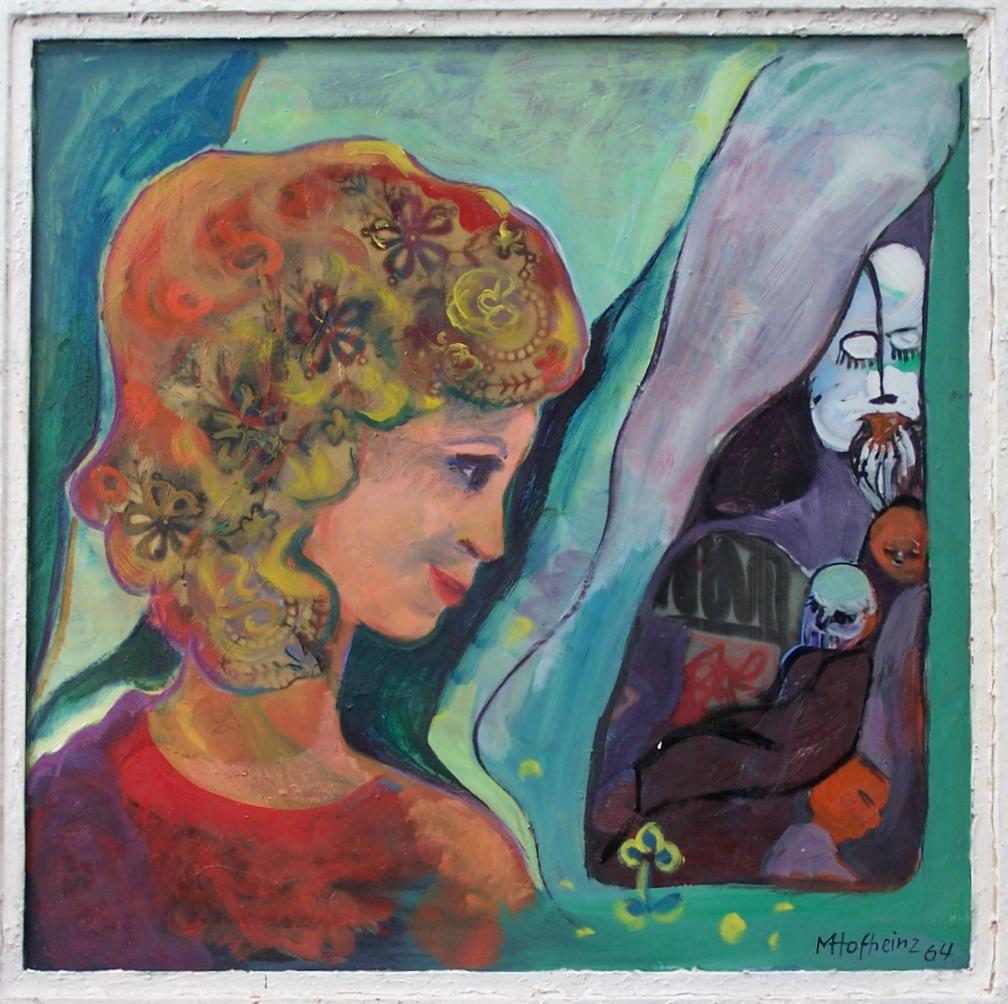
M. Hofheinz-Döring, "Skuggor av det förflutna" (1964).

För barn som vuxna brukar minnesbilderna kännetecknas av att de kretsar kring traumats inledande skede och den känslomässigt starkaste upplevelsen av traumat, och inte med traumats faktiskt allvarligaste del; vid långvarig exponering trubbas sinnena av (habituering), medan överraskning är en stark reaktion. De påträngande minnena verkar därför fungera som adaptioner som lärt personen att igenkänna en fara (vilket kan vara en felaktig kunskap, inadekvat i sammanhanget). Om traumat inträffat när personen var helt oförberedd, kan lugnet innan insomnandet påminna om traumat och som varningssignal utlöses dessa återupplevanden.[källa behövs]
Återupplevandet behöver inte handla om vad som faktiskt skett under traumat. Den starkaste reaktionen kan ha uppkommit efter traumat, när personen inser vad som hände eller kunde ha hänt, och representeras i återupplevandet. Ett återupplevande måste därför inte motsvara ett faktiskt minne. Detta är särskilt vanligt vid trauman som inte omedelbart uppfattades som så allvarliga som de var. Samma psykiska mekanismer ligger bakom så kallade falska minnen.[källa behövs]
Långvariga trauman kan representeras i flera former av återupplevanden, vilket också kännetecknar komplex traumatisering.
Under ett trauma kan personer ha svårt att tolka sina intryck rätt, till exempel genom att de dissocierar sig eller genom att de fått falsk information under tiden traumat pågick (blivit lurade, hört andras missförstånd, etc.). Detta manifesterar sig i hågkomsten och därmed också i återupplevandet; återupplevandet kretsar kring traumat såsom det upplevdes då och som det ihågkoms efteråt, inte såsom det faktiskt var.[källa behövs]

## Behandling
Traumatiska minnen är som regel fragmentariska, anakroniska och innehåller ofta mer sensoriska intryck än faktiska skeenden. Ett vanligt förhållningssätt till deras behandling är därför att sätta dem i ett sammanhang. Personer som lider av återupplevande är inte alltid medvetna om vad som triggar igång det, vilket kan vara viktigt att lära sig.[källa behövs]